# Soukou no Strain
Strain: Strategic Armored Infantry (яп. 奏光のストレイン Soko no Strain, Мерцающий Стрэйн) — аниме-сериал в жанре меха, созданный студией  Studio Fantasia. Впервые транслировался по телеканалу  WOWOW с 1 ноября 2006 года по 14 февраля 2007 года.
Позже на основе сюжета сериала той же компанией была выпущена манга и выпускалась в журнале  Dragon Age. Сама же история основывается на романах известной британской писательницы  Элизы Бёрнетт — Маленькая принцесса, Маленький лорд Фаунтлерой и Таинственный сад. Сериал был лицензирован на территории США компанией FUNimation Entertainment под названием Strain: Strategic Armored Infantry и выл выпущен на DVD 27 января 2009 года.

## Сюжет
Действие происходит в далёком будущем. Люди открыли уникальное вещество — Меркурион и сумели колонизировать множество планет космического пространства. Однако в ходе освоения новых планет между разными группами людей возникли разногласия по поводу того, как правильно нужно использовать Меркурион и разделились на 2 государства. Первое государство — Альянс использует стрейнов — боевые автоматические машины и гамби — тяжёлую пехоту. И государство Диги, которые используют Туморов — небольшого размера боевых роботов с пушкой и механическими щупальцами.
Ральф Верек является одним из лучших пилотов Альянса и управляет уникальным роботом высшего класса Глуар. Но из-за работы он никогда на бывает дома, где его ждёт младшая сестра Сара. Она проходит обучение в военной академии для пилотов и мечтает однажды увидеть брата. Но в один день на академию нападают пилоты тумора которые уничтожают её друзей и один из таких пилотов оказался Ральфом Вереком. Сара зовёт Ральфа, но он не признаётся. Сара решает выяснить причину предательства брата.

## Список персонажей
Сара Верек (яп. セーラ·ウィーレック Сэра Вирэкку))
Сэйю: Аяко Кавасуми
Главная героиня сериала. Раньше была счастливой и яркой девушкой. Училась в элитной военной академии для пилотов. Её родители Джеймс и Энни когда то умерли и  единственным родным человеком оставался Ральф. Но однажды Ральф вместе с другими злоумышленниками нападает на академию и убивает всех друзей и учителей Сары. После этих событий девушка страдает от посттравматического стрессового расстройства, становится молчаливой, замкнутой и пилотирует обыкновенную единицу — гамби. Сара после перевода в другую академию подстригает себя коротко и называется новой фамилией — Круц, чтобы избежать в какой то степени травму прошлого, но всеми способами пытается узнать причину предательства брата. Её самой драгоценной вещью является кулон, который когда то подарил Ральф, но его крадёт позже Изабелла от чувства ревности. Позже Сара находит куклу, которую называет Эмили. Внезапно выясняется, что благодаря Эмили Сара может контролировать систему Стреим Рам-Дасс. Сара надеется, что когда-нибудь Ральф придёт снова домой.
Лотти Геллар (яп. ロッティ·ゲラー Ротти Гэра))
Сэйю: Юкана Ногами
Пилот гамби. Она всегда приходит на помощь, чтобы вершить правосудие. У неё очень много друзей, которые называют себя «Космическим сквадроном» Лотти является лидером группы. Её часто можно увидеть с Джесси. Раньше была диктатором в команде, но поняла, что главное это товарищество и дружба. Долгое время уговаривала вступить Сару в её команду. Через какое то время Сара соглашается. Лотти долгое время не знала о прошлом Сары и не понимала её замкнутое и порой странное поведение. Ненавидит Ральфа за то, что он убил её старшего брата. Когда узнаёт, что Сара — сестра Ральфа бурно реагирует, но позже становится её самой близкой сторонницей.
 Джесси Игес (яп. ジェッシィ·アイジェス Джесси Аигэсу))
Сэйю: Мию Мацуки
Подружка Лотти. Она находится всегда рядом с ней и у неё появляются новые идеи. Очень тихая, физически слабая и спокойная. Но такой же пилот и член известной  космической эскадрильи Лотти. В оригинальном романе Джесси была глупой, но доброй девочкой, которая дружила с Лавинией. Хотя Джесси из аниме имеет мало общего с Джесси из романа. Является также лесбиянкой.
Эмили (яп. エミリィ Эмири)
Сэйю: Ай Нонака
Она мнемосхема, которая имеет форму фарфоровой куклы. Сара назвала её так, потому что её модель называется E.M.L.Y..Сара нашла её в гараже, когда искала свой украденный кулон. Позже выясняется, что благодаря Эмили Сара может контролировать систему Стреим Рам-Дасс.
Лавиния Либерус (яп. ラヴィニア·リベルス Равиниа Рибэрусу)
Сэйю: Ай Нонака
Самая медлительная в космической эскадрильи в Академии базион. Лавиния лесбиянка и сразу влюбляется в Сару и всеми способами пытается подобраться к ней ближе но каждый раз кто-то вмешивается и портит её планы. Лавиния имеет также тенденцию к увлечению. Это первый комический персонаж в сериале, но не долго, так как она напоминает Саре о тех страшных событиях, которые произошли в академии.
Арменгод Юнихац (яп. アーメンガァド ヨハニッツ Амэнгадо Ёханицу)
Сэйю: Каё Саката
Ученица элитной академии базион. Друзья называли «Эрми». Очень волновалась по поводу своего веса но без всяких причин. Несмотря на то, что она пыталась себя ограничить на здоровой пище и физических упражнениях, перед десертом не могла устоять.
Марта Шубипауэл (яп. マーサ·シュビーパウエル Маса Субипаурэру)
Сэйю: Нао Ханай
Ученица элитной академии базион. Теперь член эскадрильи Лотти. Лучшая подружка Арменгод. Выглядит очень спортивной и мускулистой. Любит мясо. Имеет короткую стрижку. Является лесбиянкой как и Джесси и Лавиния.
Ральф Верек (яп. ラルフ·ウィーレック Раруфу Вирэкку))
Сэйю: Такаси Кондо
Был примерным солдатом, лучшим студентом академии грабэра и самым молодым пилотом «Штамм Глоир». Сара видела его в последний раз на похоронах родителей 6 лет назад. Во время уничтожения академии Сара снова видит его как члена «Диага» со шрамом на лице. Он жестоко убивает её друзей, Сара же обещает встретиться с ним ещё раз. Позже выясняется, что истинная мотивация Ральфа уничтожить академию было сострадание и его безумие.

## Список серий
|    |                           |            |  |  |
| 01 | Prelude to Despair        | 2006-11-01 |  |  |
| 02 | Encounter                 | 2006-11-01 |  |  |
| 03 | Sub-Light Speed Nightmare | 2006-11-08 |  |  |
| 04 | Reasoner Sara             | 2006-11-15 |  |  |
| 05 | Endless Love and Hate     | 2006-11-22 |  |  |
| 06 | Back Turned to Peace      | 2006-11-29 |  |  |
| 07 | Lavinia's Lovely Plot     | 2006-12-06 |  |  |
| 08 | Gall Space Supply Depot   | 2006-12-13 |  |  |
| 09 | Like Looking at Myself    | 2006-12-20 |  |  |
| 10 | Memories of the Future    | 2007-01-10 |  |  |
| 11 | The Beginning of Revelry  | 2007-01-31 |  |  |
| 12 | Attack on the Libertad    | 2007-02-07 |  |  |
| 13 | Last Waltz                | 2007-02-14 |  |  |

## Музыка
Открытие
«Message» исполняла: Yoko (Ёко)
Концовка
«Umi no Opal» исполняла: Sema (Сэма) (серии 1-8, 10-13)
«Aurora ~a ray of dawn~» исполняла: Yoko (Ёко) (серия 9)